# أبرشية كرايستشيرش
أبرشية كرايستشيرش

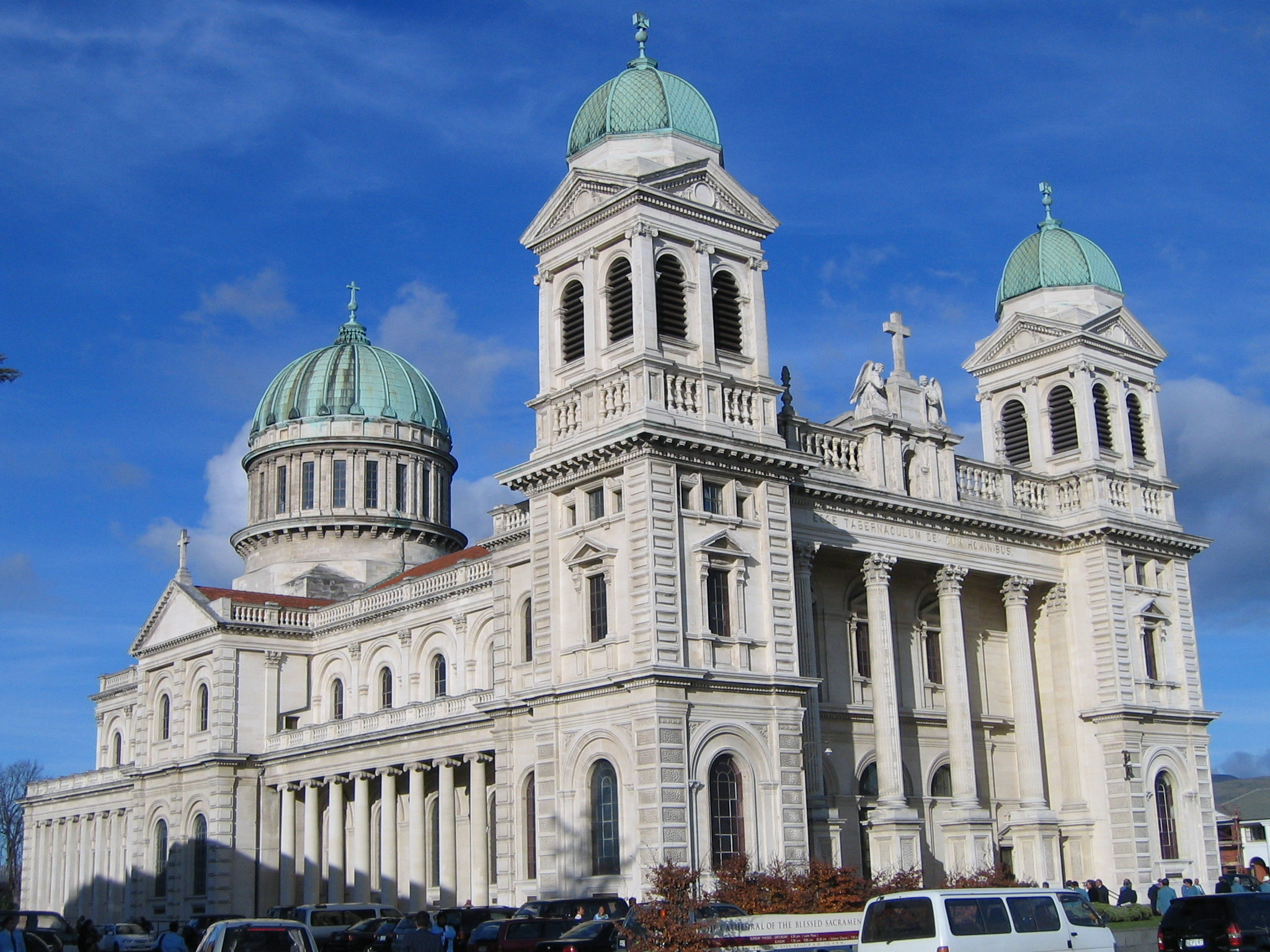

أبرشية كريستشيرش أو الأبرشية الكاثوليكية الرومانية في كريستتشيرش (بالإنجليزية: Roman Catholic Diocese of Christchurch)‏ هو مساعد لأسقف أبرشية الروم الكاثوليك في ويلينغتون.
تم تأسيسها في 5 مايو 1887 من جزء من الأراضي في أبرشيه ويلينغتون.

## اقرأ أيضا
- فضيحة الاعتداء الجنسي في أبرشية كرايستشيرش